# Le Rêve de Jo March
Pour les articles homonymes, voir Little Men.
Le Rêve de Jo March (titre original : anglais : Little Men: Life at Plumfield with Jo's Boys), est un roman de l'écrivaine américaine Louisa May Alcott, publié en 1871 chez Roberts Brothers à Boston. Il est la suite de Les Quatre Filles du docteur March (1868) et est considéré comme le deuxième opus de la trilogie non officielle des Quatre Filles du docteur March. La trilogie se termine avec Jo et sa tribu (1886).
L'histoire narre la vie de Joséphine March et de ses sœurs après leur mariage.

## Synopsis
Le livre relate six mois de la vie des élèves de Plumfield, l'école peu conventionnelle dirigée par Friedrich Bhaer et son épouse Joséphine, à partir de l'arrivée du timide Nat (un orphelin qui gagnait sa vie en jouant du violon). La création de cette école est annoncée à la toute fin du deuxième tome des Quatre Filles du Docteur March, lorsque Jo prend possession du domaine que sa tante March lui a légué à sa mort. C'est un établissement mixte - bien qu'au début il n'y ait qu'une fille, Daisy, la fille de Meg Brooke - où sont éduqués les autres enfants de la tribu (son jumeau, Demmi ainsi que Franz, Emil et John) et quelques élèves.
Le roman est un hommage de la romancière à son beau-frère, dont elle évoque le décès dans l'un des derniers chapitres, lorsqu'elle fait mourir John Brooke, le mari bien-aimé de Meg.

## Adaptations

### Cinéma
- 1934 : Little Men, film réalisé par Phil Rosen ;
- 1940 : Little Men, film réalisé par Norman Z. McLeod ;
- 1998 : Little Men (en), film réalisé par Rodney Gibbons.

### Télévision
- 1993 : Petite Bonne Femme, série télévisée d'animation japonaise ;
- 1998 : Little Men, série télévisée créée par Carl Binder.